# シェリー準男爵
シェリー準男爵(英: Shelley baronets)は、イギリスの準男爵位。シェリー姓の者が叙位された準男爵は３つあり、第1期がイングランド準男爵位、第2期及び第3期が連合王国準男爵としての創設である。
いずれもジョン・シェリー・オブ・マイケルグラヴ(?-1526)を祖として分枝した同族であり、3例すべて現存する。

## 歴史

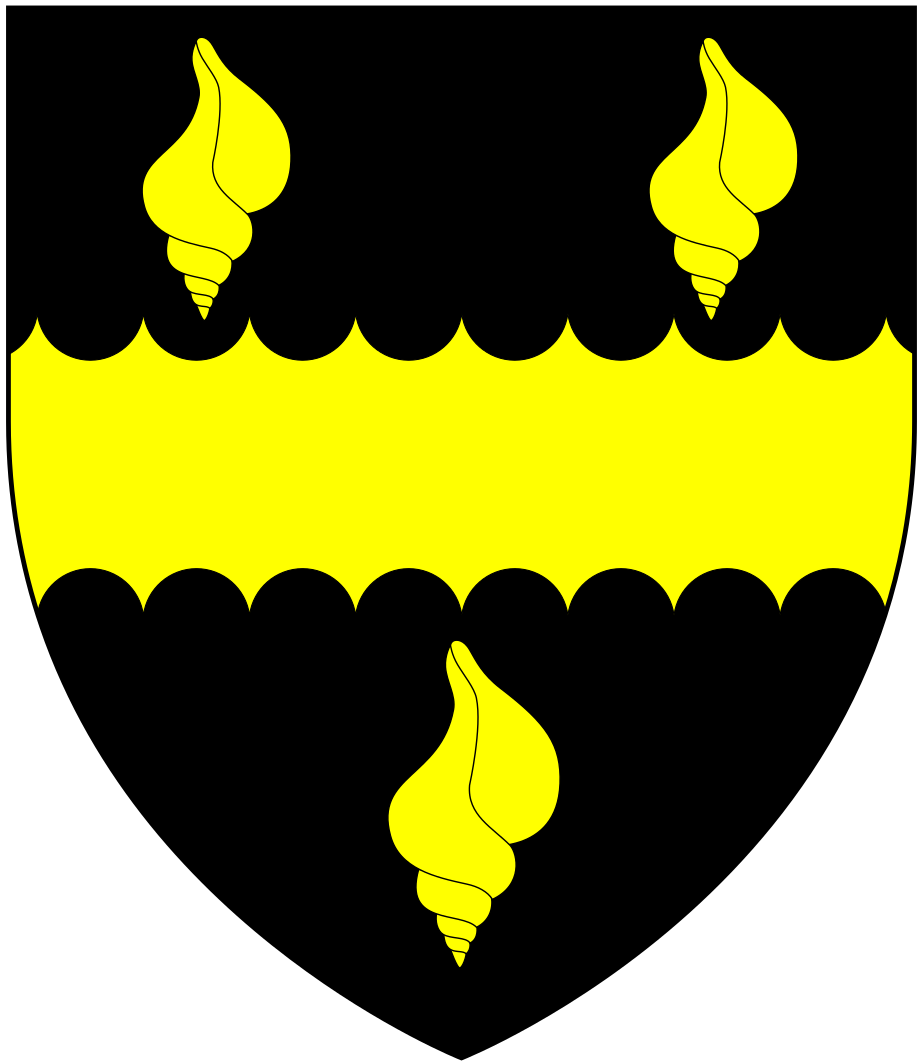
マイケルグラヴのシェリー準男爵家紋章。
紋章記述は、「黒地に金色の鋸状フェス、3つの逆さヨーロッパバイ」。

### マイケルグラヴのシェリー準男爵(1611年)
ジョン・シェリー(?-1644)に対して1611年5月22日にイングランド準男爵位の(サセックス州マイケルグラヴの)準男爵(Baronet, of Michelgrove, co. Sussex)が与えられた。彼は長男に先立たれていたため、準男爵位は孫にあたるチャールズが継いだ。これ以降、7代準男爵まで彼の直系男子による相続が続く。
4代準男爵ジョン(1692-1771)はアランデル及びルイス選挙区選出の庶民院議員として活動した。
5代準男爵ジョン(1730-1783)も父同様に庶民院議員を務めたほか、ロンドン塔記録管理官や財務省記録簿書記官といった俸給の高い官職を歴任した。
その孫にあたる7代準男爵ジョンには男子がなかったため、準男爵位は弟フレデリック(8代準男爵,1809-1869)の系統に移行、現在に至るまで彼の直系子孫による継承が続いている。
8代準男爵の玄孫にあたる11代準男爵ジョン(1943-)がシェリー家現当主である。

### ゴアリング城のシェリー準男爵(1806年)

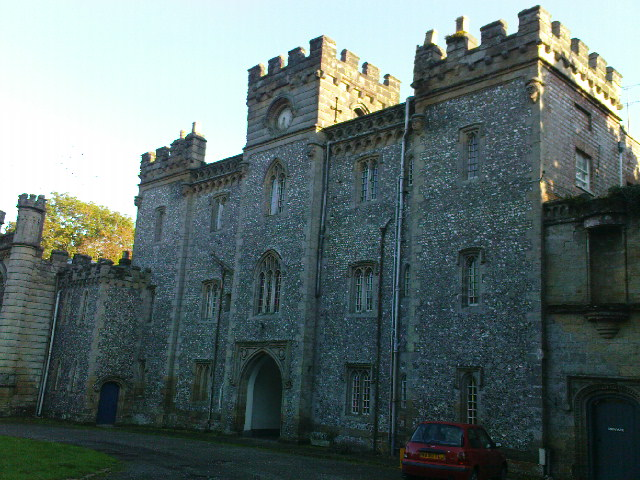
一族の旧邸宅ゴアリング城

ビッシュ・シェリー(1731-1815)はホイッグ党とノーフォーク公爵の熱心な支援者であったことから、1806年3月3日に(サセックス州ゴアリング城の)準男爵(Baronet, of Castle Goring, co. Sussex)に叙せられた。彼ののちは長男ティモシーが準男爵位を襲った。他方、次男ジョンも自身の権利として準男爵を授けられて、これが下記のペンズハースト・プレイスのシェリー準男爵である。

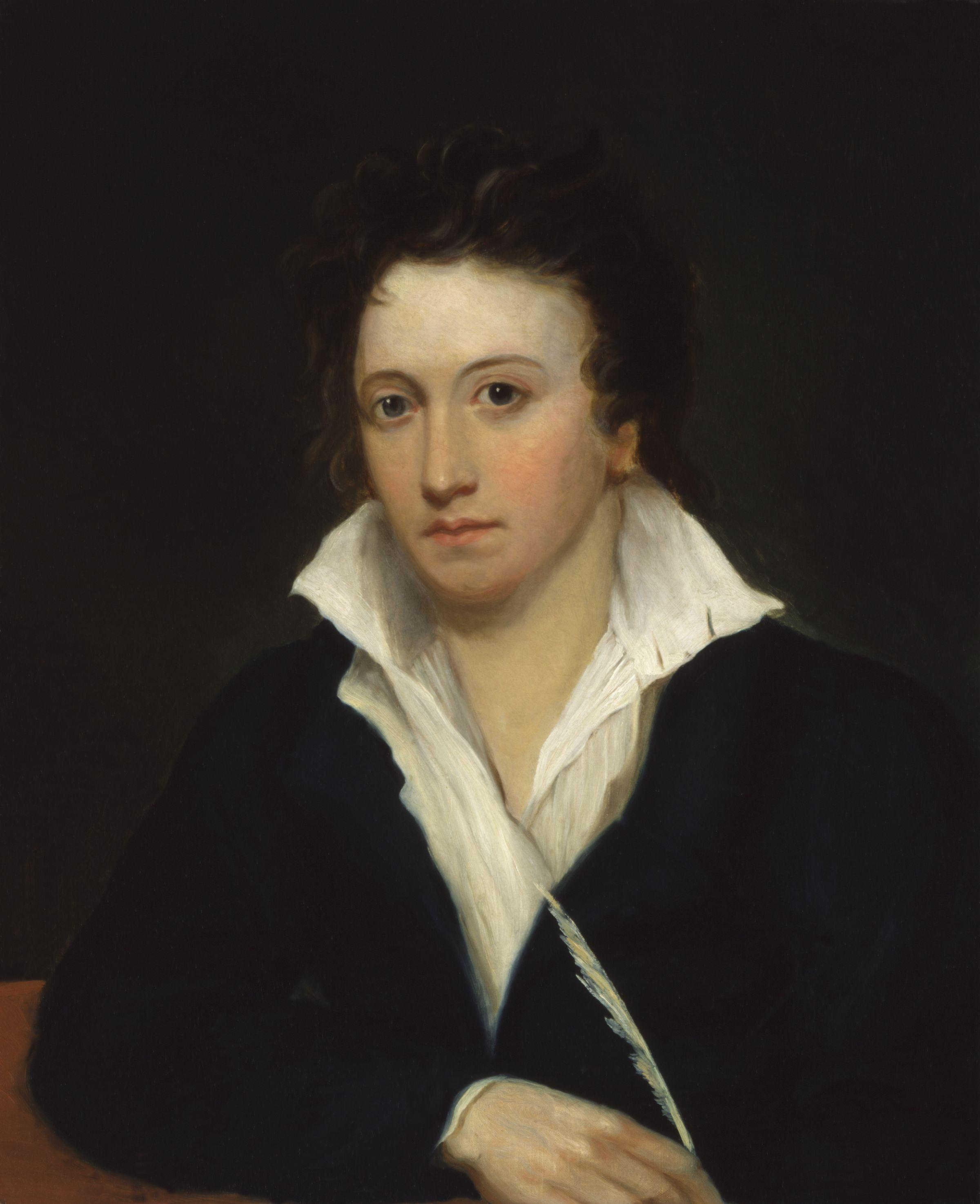
2代準男爵の長男パーシー
ロマン派詩人として著名。

なかでも、2代準男爵ティモシーの長男パーシー・ビッシュ・シェリー(1792-1822)は「冬来たりなば春遠からじ」のフレーズで知られる詩集『西風の賦』を著したロマン派詩人である。また彼の妻メアリー・シェリーもゴシック小説『フランケンシュタイン』の著作で知られる小説家であった。
しかしパーシーは父に先立って死去したため、準男爵位は夫妻の息子パーシーが相続している。ただし、彼にも男子がなかったため、爵位は従兄弟エドワード、さらにその弟チャールズ(5代準男爵)の順で継承されて、以降は8代準男爵まで5代準男爵の男子によって相続された。8代準男爵のフレデリック(1880-1965)が嗣子なく没すると2代準男爵の系統は絶えたため、初代準男爵の次男ジョンの子孫にまで遡って準男爵位は継承された。その結果、ゴアリング城の準男爵位はド・リール子爵シドニー家に相続・統合されて、現在に至っている。
一族のかつての邸宅はサセックス州ワージングに位置するゴアリング城であったが、小説家メアリー・シェリーが1835年に売却したことで、一族の手を離れた。

### ペンズハースト・プレイスのシェリー準男爵(1818年)
ゴアリング城の初代準男爵サー・ビッシュ・シェリーの次男ジョン・シェリー(1771-1849)は、1818年12月12日に連合王国準男爵位の(ケント州ペンズハースト・プレイスの)準男爵(Baronet, of Penshurst-place, co. Kent)に叙された。その子フィリップがド・リール=ダドリー男爵(Baron De L'Isle and Dudley)に叙されたのち、その子孫である6代男爵ウィリアムがド・リール子爵(Viscount De L'Isle)を授けられたため、準男爵位はド・リール子爵位の従属爵位となって現在に至っている。

## マイケルグラヴのシェリー準男爵(1611年)

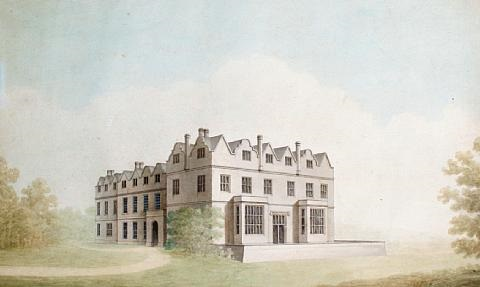
一族のかつての邸宅メアズフィールド・パークを描いた水彩画
(ベンジャミン・ワイアット作)

- 初代準男爵サー・ジョン・シェリー (?-c. 1644)

- 第2代準男爵サー・チャールズ・シェリー (?-1681)

- 第3代準男爵サー・ジョン・シェリー (?-1703)

- 第4代準男爵サー・ジョン・シェリー（英語版） (1692–1771)

- 第5代準男爵サー・ジョン・シェリー（英語版） (c. 1730–1783)

- 第6代準男爵サー・ジョン・シェリー（英語版） (1772–1852)

- 第7代準男爵サー・ジョン・シェリー（英語版） (1808–1867)
- 第8代準男爵サー・フレデリック・シェリー（英語版）(1809–1869)

- 第9代準男爵サー・ジョン・シェリー (1848–1931)

- 第10代準男爵サー・ジョン・シェリー (1884–1976)

- 第11代準男爵サー・ジョン・シェリー (1943 - )

推定相続人は現当主の弟であるトマス・ヘンリー・シェリー(1945-)。

## ゴアリング城のシェリー準男爵(1806年)
- 初代準男爵サー・ビッシュ・シェリー（英語版） (1731–1815)
- 第2代準男爵サー・ティモシー・シェリー（英語版） (1753–1844)
  - パーシー・ビッシュ・シェリー (1792-1822)
- 第3代準男爵サー・パーシー・フロレンス・シェリー（英語版） (1819–1889)
  - ジョン・シェリー (1806–1866)
- 第4代準男爵サー・エドワード・シェリー (1827–1890)
- 第5代準男爵サー・チャールズ・シェリー（英語版） (1838–1902)
- 第6代準男爵サー・ジョン・コータウン・エドワード・シェリー=ロールズ（英語版） (1871–1951)
- 第7代準男爵サー・パーシー・ビッシュ・シェリー (1872–1953)
- 第8代準男爵サー・シドニー・パトリック・シェリー（英語版） (1880–1965)
- 第9代準男爵(初代ド・リール子爵、第7代ペンズハースト・プレイスの準男爵)ウィリアム・シドニー（英語版） (1909–1991)

以降の歴代準男爵はド・リール子爵を参照。

### 註釈
1. ↑  準男爵位は爵位と異なり、準男爵という肩書だけ与えられる（「○○準男爵」といった形では与えられない）。他の準男爵位と区別する必要がある場合にのみ姓名を付けたり、由来する地名を付けたりして区別する
2. ↑  このうちルイス選挙区での当選は、義父にあたる初代ニューカッスル公爵の口利きによるものだという。
3. ↑  遡ること150年前に分枝した子孫であり、きわめて遠縁。